# 홍병신
홍병신(洪秉臣, ? ~ ?)은 조선 후기의 문신이다. 본관은 남양(南陽)이다. 1790년(정조 14) 사간원 정언, 1794년(정조 18) 사헌부 지평이 되었다. 사헌부지평으로 김종수를 탄핵하다가 역으로 정조의 분노를 사 파직되었다. 1795년 병조정랑이 되고 그해 병조정랑으로 용호영 종사관(龍虎營從事官) 겸했다. 1796년(정조 20) 경성부판관 재직 중 병마절도사가 아전과 향임을 취조한 것에 분노하여 술에 취해 평복 차림으로 병사의 집무실에 가 술주정과 욕설을 했다가 파면, 유배되었다. 1796년 사헌부 집의, [[1801년(순조 원년) 사헌부장령을 역임했다. 1808년 개성부 경력 재직 중 근무성적이 저조하여 경기도 암행어사 홍의영(洪儀泳)의 탄핵을 받았다.

## 생애

### 출생과 가계
증조부는 홍우화(洪禹華)이고 할아버지는 홍계주(洪啓周)이고 아버지는 홍유해(洪有海)이며, 어머니는 전주이씨로 봉성군의 7대손이자 시림군 이세준(始林君 李世俊)의 4대손 내자시직장(內資寺直長) 이윤기(李胤器)의 딸이다.

### 활동

#### 정조대 활동
사간원 정언이 되어 1790년 3월 새 과거 급제자 윤지눌(尹持訥)이 고산 윤선도의 후손임을 들어 합격을 반대하던 지제교 전 승지 권유(權𥙿)가 유배되자 4월 25일 권유를 옹호하고, 세금을 강제로 과다 징수한 정주목사(定州牧使) 오대익(吳大益)을 탄핵하였다. 1792년 시험 감독을 잘못한 일로 삼사가 여러 번 윤영희를 규탄하는 상소를 올리자, 그해 10월 24일 정조가 왕명으로 윤영희 사건의 언급을 중단하라고 호명, 지시하였다.
1794년 3월 24일 당시 경남 남해로 유배된 김종수(金鍾秀)에게 가시울타리를 치지 않았다고 탄핵했다가, 정조의 분노를 사 인피하여 물러갔으나 좌의정 김이소의 상주로 곧 파면되었다. 곧 복직하여 사헌부지평이 되었다. 7월 24일 사헌부지평으로 조정의 구언에 참여, 지방관의 인사고과를 정확히 처리할 것을 상소하고, 군역을 거두려고 억지 자백을 강요하다가 백성을 고문치사시킨 청주목사 안정탁(安廷鐸)을 탄핵하였다. 그러나 그해 8월 17일 우의정 이병모가 군역에서 빠지려는 자들이 있으니 그냥 둘 것을 상소하여 없던 일이 되었다.
1794년 8월 27일 대사간 이익운(李益運), 사간 최중규(崔重圭), 장령 정필조(鄭弼祚), 지평 이운행(李運行), 이원팔(李元八), 교리 권평(權坪), 정언 한치응(韓致應), 홍병신(洪秉臣), 수찬 윤익렬(尹益烈), 부수찬 윤행직(尹行直) 등과 함께 합계하여 은언군 이인(李䄄)을 법으로 처벌하고, 이주혁(李周爀)을 국문할 것을 청했다. 그러나 정조가 듣지 않았다.
8월 27일 승정원에 있는 밀린 서류의 결재를 정조에게 삼사 관원들과 연대하여 결재를 주청했다가 정조에게 거절당했다. 정조가 듣지 않자 8월 28일 다시 이익운(李益運)·최중규(崔重圭)·정필조(鄭弼祚)·이운행(李運行)·이원팔(李元八)·권평(權坪)·한치응(韓致應)·홍병신(洪秉臣)·윤익렬(尹益烈)·윤행직(尹行直) 등과 연대하여 전하께서는 어째서 이렇게 나라 망치는 일을 하느냐(殿下何爲而爲此亡國之擧也)며 승정원에 밀린 계본을 처리하라고 지적하자, 정조는 짜증 섞인 비답을 내렸다. 1795년 병조정랑이 되고 그해 병조정랑으로 용호영 종사관(龍虎營從事官)을 겸직하였다.
1796년 경성부판관으로 재직 중 병마절도사가 아전과 향임을 취조한 것에 분노하여 술에 취해 평복 차림으로 병사의 집무실에 가 술주정과 욕설을 했다가 탄핵, 함경북도의 먼 지역으로 유배되었다. 이에 병사가 장계를 올려 파직을 요청하고, 좌의정 채제공도 유배할 것을 상소하여 정조가 이를 허락하였다.
11월 13일 다른 사간원 관원, 홍문관 관원들과 번갈아가며 합계하여, 서울로 상경하는 돈령부 도정(敦寧府都正) 김정국(金鼎國)이 자기를 모함한다고 판단해 무고했다가 11월 12일 제주도로 유배된 진사(進士) 강이천(姜彛天) 등을 국문할 것을 상소하였다. 1780년(정조 14년) 화성 봉수당을 건립할 때 병조좌랑으로, 좌의정 채제공, 병조참지 정약용 등과 함께 낙성식에 참여 갱재축 전(賡載軸 全)을 지었다. 봉수당 진찬에 "寶甲星回茀祿新嵩呼 雷動八方春洪休幸値千 / 年一吉日初涓二月旬 三輔雄都隆漢寢九如新 / 什頌周人洋洋慶運如 川至長願豐鄕酒萬巡"라 하였다. 1801년 사헌부장령이 되었다.

#### 순조대 활동
1801년(순조 1) 5월 12일 사헌부 장령으로 재난과 관련해 김이재(金履載), 김이교(金履喬), 김이도(金履度)를 탄핵했다가 역공격을 받고 유배당한 헌납 송문술(宋文述)을 탄핵, 국문할 것을 청하으나 정조가 거절하였다. 5월 14일 사간 박서원(朴瑞源), 조태영(趙台榮), 지평 유전(柳烇), 정언 이회상(李晦祥) 등과 합계하여 윤행임이 홍낙임(洪樂任)을 가볍게 처벌했다는 이유로 탄핵, 유배와 절도에 안치할 것을 상소했으나 순조가 동조(대비전)이 이미 처분한 일이라며 거절하였다. 1808년 5월 3일 개성부경력으로 임명되었다.
개성 경력(開城經歷)으로 재직 중, 1808년 12월 7일 경기도 암행어사 홍의영(洪儀泳)이 근무태도가 불량하거나 근무성적이 형편없는 관리를 서계(書啓)로 보고할 때 한 사람으로 지적, 보고하니 순조가 경중(輕重)에 따라 감죄(勘罪)하라 하였다.

## 가족 관계
- 아버지 : 홍유해(洪有海)
- 어머니 : 전주이씨, 내자시직장(內資寺直長) 이윤기(李胤器)의 딸
- 부인 : 김씨, 김홍택(金弘澤)의 딸
- 부인 : 전주이씨
- 아들 : 홍용섭(洪龍燮)
- 며느리 : 전주이씨, 덕흥대원군의 후손 참판 이형원(李亨元)의 딸

## 참고 문헌
- 정조실록
- 순조실록
- 승정원일기
- 일성록
- 비변사등록
- 中京誌 卷11
- 훈국등록
- 금위영등록